# Combles-en-Barrois
Combles-en-Barrois ist eine Gemeinde im Nordosten Frankreichs mit 773 Einwohnern (Stand: 1. Januar 2022) im Département Meuse in der Region Grand Est (vor 2016: Lothringen). Die Gemeinde gehört zum Arrondissement Bar-le-Duc und zum Kanton Bar-le-Duc-1 (bis 2015: Kanton Bar-le-Duc-Sud).

## Geografie
Combles-en-Barrois liegt etwa vier Kilometer südwestlich vom Stadtzentrum von Bar-le-Duc. Umgeben wird Combles-en-Barrois von den Nachbargemeinden Fains-Véel im Norden, Bar-le-Duc im Osten, Montplonne im Südosten, Brillon-en-Barrois im Süden sowie Trémont-sur-Saulx im Westen.

## Bevölkerungsentwicklung
| Jahr                      | 1962 | 1968 | 1975 | 1982 | 1990 | 1999 | 2006 | 2013 |
| Einwohner                 | 265  | 363  | 590  | 805  | 814  | 799  | 801  | 848  |
| Quelle: Cassini und INSEE |      |      |      |      |      |      |      |      |

## Sehenswürdigkeiten

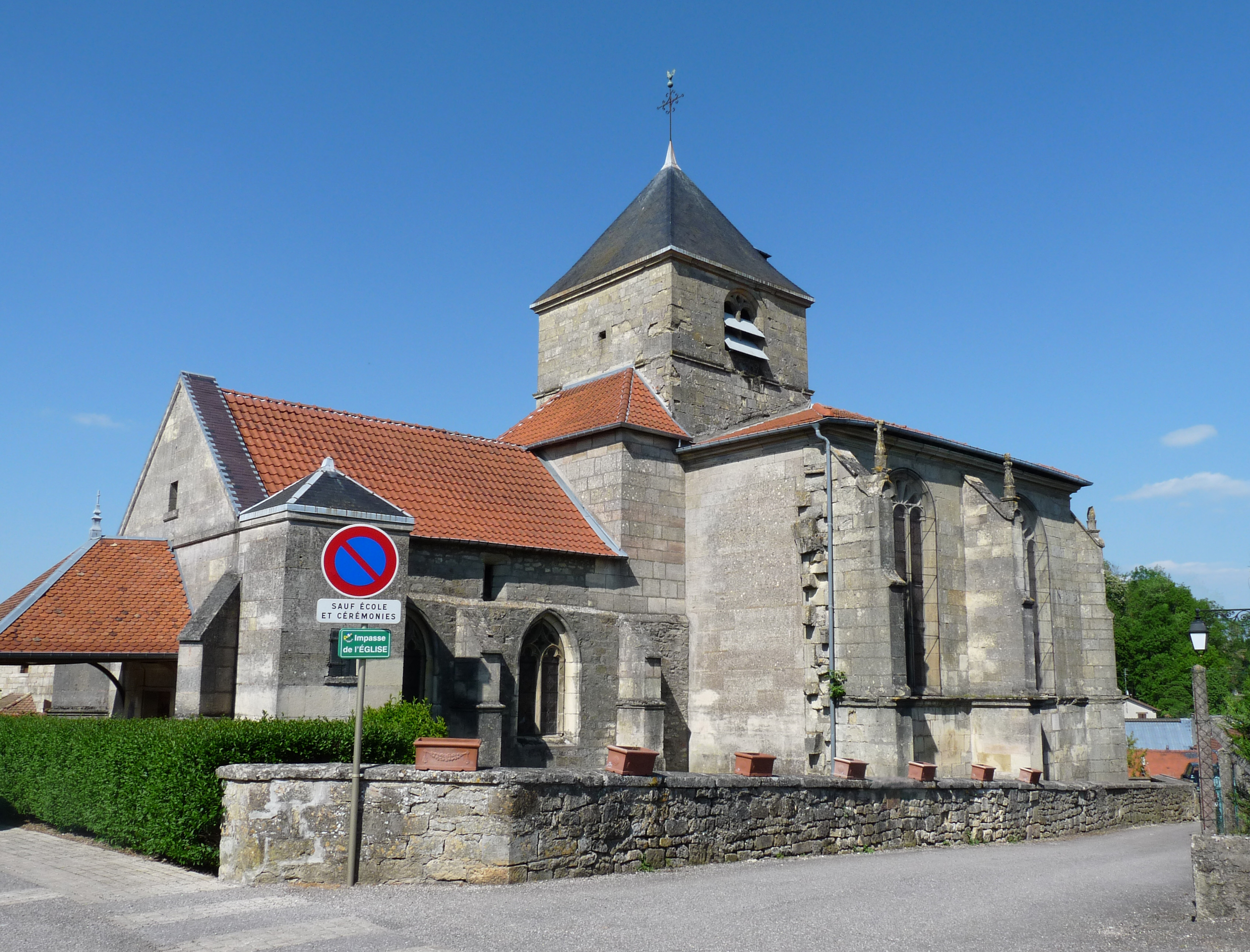
Kirche Nativité-de-la-Vierge

- Kirche Nativité-de-la-Vierge